# Pleymo
Pleymo je francouzská nu-metalová a rapcorová skupina založená roku 1997. Po celém světě prodali více než 100,000 alb. V roce 2007 oznámili přestávku na neurčitou dobu.

## Historie

### Vznik aKeçkispasse?(1997–1999)
Pleymo založil v roce 1997 zpěvák a rapper Mark Maggiori, o rok později kapela vydala první, 4-skladbové demo. V té době kytaristu Mathiase vystřídal Erik Devilloutreys a též do kapely vstoupil DJ Frank Bailleul, čímž se sestava ustálila. Kousek po kousku se Pleymo stávali uznávanější kapelou, především pro jejich neuveřitelně energické živé vystupování a kontakt s publikem, až si jich všiml producent labelu Wet Music, pod kterým nakonec v červnu 1999 vydali debut Keçkispasse?.

### Episode 2: Medecine Cake(2002)
Roku 2002 vydali druhé album pojmenované Episode 2 : Medecine Cake. V této době již byli Pleymo dobře známou kapelu v Belgii, Lucembursku, Švýcarsko, Anglii, Japonsku (kde hodně koncertovali v letech 2002 a 2004) a samozřejmě ve Francii. Vyšla též anglická verze tohoto alba, Doctor Tank's Medicine Cake, s anglickými texty. V listopadu kapela vydala živé EP (Ep)Live, záznam vystoupení na festivalu Les Eurockéennes v Belfortu.

### Rock(2003)
Název třetího alba předurčil výraznou změnu v dosavadním stylu kapely, především větší zaměření na zpěv a melodii. Členové uvedli, že album bylo ovlivněné i tvorbou kapel jako Pink Floyd nebo The Smashing Pumpkins. Prodej Rock se vyšplhal na 50,000 prodaných nosičů ve Francii a 18,000 v Japonsku. Pleymo byli nominovaní na cenu "Victoires de la musique" v kategorii "Nejlepší Pop/Rockové album roku". Avšak někteří fanoušci, kteří stáli u zrodu kapely, nesouhlasili s takovouto změnou.

### Alphabet Prisona přestávka (2006-)
V říjnu 2006 se kapela vrátila s nahrávkou Alphabet Prison, která shrnuje vše, co zatím dokázali. Album obsahuje pomalejší a klidné písně stejně jako údernější ve stylu prvních dvou desek.
V roce 2007 Pleymo po deseti letech své existence oznámili přestávku. Mark se přestěhoval do Los Angeles, kde bude natáčet film. Frank také míří do USA, kde chce propagovat svou značku Kill. Benoit založil novou kapelu Empyr, která obsahuje členy Watcha, Vegastar a starého zpěváka z Kyo. Fred bude hrát v nové kapele Hewitt. Davy pokračuje ve skupině Enchancer a Eric neoznámil žádný nový projekt.

### 2017
V Březnu, v roce 2017 Pleymo oznámilo návrat. První koncert je plánován na Březen 2018.

## Styl
Hudba, kterou Pleymo hrají, bývá nejčastěji označována jako nu-metal a rapcore. Mezi jejich největší vlivy patří Rage Against The Machine, Primus a především raná tvorba prvních nu-metalových kapel jako Korn a Limp Bizkit. Nese typické znaky nu-metalu, jako např. podladěné kytary a větší důraz na basu, výraznou roli hrají též elektronické, hip-hopové pasáže. Na prvních dvou nahrávkách tvoří většinu hlasové projevu rap. Kapela hodně změnila styl s vydáním třetí desky Rock, kdy se zaměřila více na zpěv a melodii.

## Členové
- Mark "Kemar" Maggiori - zpěv, rap.
- Erik "Riko" Devilloutreys - kytara
- Davy "Vost" Portela - kytara
- Benoit "B1" Juillard - basa
- Fred "Burns" Ceraudo - bicí
- Frank "Kefran" Bailleul - DJ

## Diskografie

### Studiové nahrávky
- Demo Album (Keçkispasse) (1998)
- Keçkispasse (1999)
- Episode 2: Medecine Cake (2002)
- Doctor Tank's Medicine Cake (2002)
- Rock (2003)
- Alphabet Prison (2006)

### Živé nahrávky
- (EP)Live (2002)
- Ce Soir C'est Grand Soir (2005)